# 수렴 진화
| 수렴 진화 |
| --- |
| |
| |
| 두 종류의 다육 식물에 나타난 수렴진화의 예. 위:황옥(晃玉, Euphorbia obesa) 아래:두환(兜丸, Astrophytum asterias) 매우 유사한 형태를 보이는 이 두 식물은 계통적으로는 관련이 없다. |

수렴 진화(收斂 進化, convergent evolution)는 계통적으로 관련이 없는 둘 이상의 생물이 적응의 결과 유사한 형태를 보이는 현상을 말한다.
같은 기원을 갖는 기관이 여러 가지 구조와 기능으로 분화되어 진화되는 상동성과 달리 수렴 진화의 결과 서로 다른 기원을 갖는 구조나 기능이 유사한 형태를 보이는 것을 상사성이라 한다. 박쥐와 익룡의 날개 역시 이러한 상사성을 보인다.

## 원인
수렴 진화는 자연선택에 의한 적응의 결과이다. 즉, 생활을 유지하는 일부 방법이 모든 생물체에 동일한 형태와 기능이라는 기준을 부과하기 때문이다. 수렴 진화의 극적인 예로는 상어, 어룡, 돌고래 등에서 보이는 형태적인 유사성이다. 이들은 모두 물 속에서 생활하며 다른 수중 생물을 포식하여야 하기 때문에 물 속에서 빠르게 이동할 수 있는 유선형 몸체와 자세를 빠르게 바꿀 수 있는 등지느러미를 갖게 되었다.

## 진화 불가역의 법칙
고생물학자 돌로는 수렴 진화는 어디까지나 형태적인 유사성을 의미할 뿐이며 구조적인 측면에서 동일한 것은 아님을 지적하였다. 예를 들어 박쥐의 날개와 새의 날개가 외형상 동일하게 보이더라도 둘의 발생 기원과 구조는 아주 다르다. 돌로는 모든 생물은 선조의 진화 결과 위에서 진화하며 선조의 흔적을 고스란히 가지고 있을 수밖에 없음을 지적하면서 진화의 결과는 되돌릴 수 없다고 하였다. 이를 진화 불가역의 법칙이라 한다. 따라서 수렴 진화가 보여주는 상사성은 겉모습의 유사성만을 뜻한다.

## 수렴 진화의 예
수렴 진화의 가장 유명한 예는 두족류 동물과 척추동물과 자포동물의 눈이다. 이들 동물의 마지막 공통 조상은 매우 간단한 형태의 감광 기관을 가지고 있었다. 일련의 과정을 통해 이 기관은 안구라는 발전된 형태의 섬세한 기관으로 진화하게 된다. 사소한 차이가 있다면 척추동물의 경우 망막 앞쪽에서 혈관과 시신경이 들어오는 반면 두족류 동물의 눈은 반대 방향인 망막의 뒤쪽에서 들어오도록 연결되어 있다는 점 뿐이다. 그 외의 구조적 유사성들은 기관의 복잡한 본성에도 불구하고 시각이라고 하는 생물학적인 도전이 어떠한 방식으로 최적의 해결책을 찾는지 잘 보여준다.
수렴 진화의 또다른 예로는 박쥐와 새의 날개를 들 수 있다. 계통적으로 관련이 없는 박쥐와 새는 모두 날개가 없는 조상으로부터 진화하였다. 진화의 결과 박쥐와 새는 뼈의 구조와 날개의 모양에서 많은 유사점을 갖는 형태가 되었다.

## 같이 보기
- 상동성
- 상사성
- 진화
- 평행 진화

### 내용주
1. ↑  박쥐의 날개는 인간의 손에 해당하는 부분이 진화한 것이며 새의 경우는 인간의 팔에 해당하는 부분이 진화한 것이다.
2. ↑  박쥐는 포유류, 새는 조류에 속한다.

### 참조주
1. ↑  제니퍼 애케먼, 진우기 역, 유전 운명과 우연의 자연사, 양문, 2006, ISBN 89-87203-57-3, 150쪽
2. 1 2  스티븐 제이 굴드, 김동광 역, 판다의 엄지, 세종서적, 1998, ISBN 89-85509-96-9 . 46 -50쪽.
3. ↑  Conway Morris, Simon (2005), Life's solution: inevitable humans in a lonely universe, Cambridge, UK: Cambridge University Press, doi:10.2277/0521827043, ISBN 0-521-60325-0, OCLC 156902715